# Charlie O’Connor
Charlie O’Connor (* 9. April 1946 in Dublin) ist ein irischer Politiker (Fianna Fáil). Von 2002 bis 2011 war er Teachta Dála (Abgeordneter) im Dáil Éireann, dem irischen Unterhaus. 

## Leben
O’Connor wurde 1991 in den Dublin County Council gewählt und wechselte mit der Teilung 1994 in den South Dublin County Council.  1999 wurde er dort wiedergewählt und war Ratsvorsitzender (Cathaoirleach) im Zeitraum 1999 bis 2000. 
Schon 1992 hatte, damals ohne Erfolg, versucht, im Wahlkreis Dublin South-West für die Fianna Fáil zu kandidieren. Mit den Wahlen 2002 war er dann erfolgreich und konnte in den Dáil einziehen. Diesen Sitz konnte er bei den Wahlen 2007 verteidigen. 2011 verlor er jedoch diesen Sitz wieder. 2014 und 2019 konnte er stattdessen wieder in den South Dublin County Council gewählt werden. Bei den Wahlen 2020 versuchte er letztmals, aber erfolglos, sein Glück in das Parlament einzuziehen.
Sein Sohn, der Schauspieler Robert O’Connor, starb im Alter von 35 Jahren im Frühjahr 2014 an einer Drogenüberdosis.